# Théâtre Varia
Le théâtre Varia est un centre scénique de la fédération Wallonie-Bruxelles situé à Ixelles (Région de Bruxelles-Capitale). Il est connu notamment comme étant un théâtre de création. "Lieu de découvertes, de rencontres et d’émulation, le Varia soutient et accompagne la création contemporaine belge dans toute sa diversité."  

## Histoire
Doté de deux salles de représentation dites le Théâtre et le Studio Varia (anciennement Grand et Petit Varia avant la reprise de Coline Struyf à la direction du théâtre en 2021), sa programmation est composée principalement de spectacles de théâtre et reste ouverte à la danse, au cirque, au théâtre pour les jeunes publics et à la musique. Cette programmation s'accompagne d’un vaste programme de Médiation culturelle composé de rencontres avec les artistes, d'ateliers, de conférences et de visites du théâtre.
Le bâtiment, construit en 1900 a connu plusieurs vies (opéra, salle de quartier, garage automobile). Jusqu'en 1982, où il fut loué par les metteurs en scène Marcel Delval, Michel Dezoteux et Philippe Sireuil, et racheté par la Communauté française de Belgique qui l'affecta au théâtre et confia son réaménagement à l'architecte Alberto Zaccai.